# I, Pet Goat II
I, Pet Goat II este un film canadian de scurtmetraj de animație pe calculator din 2012 scris, regizat, produs și editat de Louis Lefebvre. Filmul prezintă un comentariu asupra societății și politicii americane, în special despre președinții George W. Bush și Barack Obama, cu aluzii la Osama bin Laden, Războiul împotriva terorismului, motive masonice, egiptene antice, musulmane, sovietice, hinduse, chineze, teologia biblică și imagistică arabă într-un cadru post-apocaliptic. Titlul este o referință la The Pet Goat (deseori denumită în mod eronat My Pet Goat), cartea din care președintele Bush a citit copiilor de la Școala Emma Booker din Sarasota, Florida, în momentul atacurilor din 11 septembrie 2001, care se termină cu afirmația „mai multe vor urma". Filmul este cunoscut pentru o puternică folosire a simbolismului criptic.

## Dezvoltare
Louis Lefebvre a început producția pentru I, Pet Goat II în 2006. În 2008, a înființat studioul Heliofant la Montreal, Quebec, unde a angajat diverși animatori 3D; de asemenea a fondat proiectul Tanuki care a creat coloana sonoră a filmului. Lefebvre a folosit în principal softwareul Autodesk Maya, V-Ray, FumeFX și RealFlow. I, Pet Goat II a fost lansat la 24 iunie 2012.

## Primire

### Premii
I, Pet Goat II a câștigat următoarele premii:
- Ocelot Robot Film Festival 2012 - Cel mai bun scurtmetraj
- Fubiz - Cel mai bun din 2012 (14 din 100)
- The Future of Animation - Premiul Scurtmetrajul săptămânii
- Al 4-lea Festival Internațional de Scurtmetraj Animat „Ciné court animé” (Roanne) - 3D Movie Creation Best Film Distinction
- Festivalul Bitfilm - Premiul pentru film 3D
- Toronto Animation Arts Festival International
- Short Shorts Film Festival & Asia 2013
- Al 20-lea festival de scurtmetraj Granada - Concurs internațional

### Reacția publicului
Filmul a provocat o cantitate imensă de comentarii, discuții și emoții pe rețelele de socializare. În simbolurile sale există mesaje că lumea este condusă de societăți secrete și despre lipsa de întâmplare a anumitor evenimente mondiale. Principala descoperire a anului 2019 a fost implementarea profeției presupus ascunse din film despre viitorul incendiu de la catedrala Notre-Dame din Paris (filmul cu o predicție a evenimentului a fost lansat în 2012, incendiul a avut loc în 2019). În desenul animat există un fragment în care se spune despre separarea unui stat de Statele Unite. Se speculează că acesta ar putea fi Texas.